# Les Poulières
Les Poulières település Franciaországban, Vosges megyében. Lakosainak száma 302 fő (2022. január 1.). Les Poulières Belmont-sur-Buttant, Biffontaine és La Chapelle-devant-Bruyères községekkel határos.

## Népesség
A település népességének változása:
| Lakosok száma | 256  | 238  | 239  | 241  | 256  | 272  | 287  | 294  | 302  |
|               | 2013 | 2015 | 2016 | 2017 | 2018 | 2019 | 2020 | 2021 | 2022 |